# (55637) 2002 UX25
(55637) 2002 UX25 ist ein großes transneptunisches Objekt, das am 30. Oktober 2002 durch das Spacewatch-Programm entdeckt wurde. Mit etwa 665 Kilometern Durchmesser ist (55637) 2002 UX25 eines der größeren Kuipergürtelobjekte und ein potentieller Zwergplanet. 2007 wurde die Entdeckung eines Begleiters bekanntgegeben, der etwa ein Drittel des Durchmessers des Mutterasteroiden aufweist.

## Entdeckung

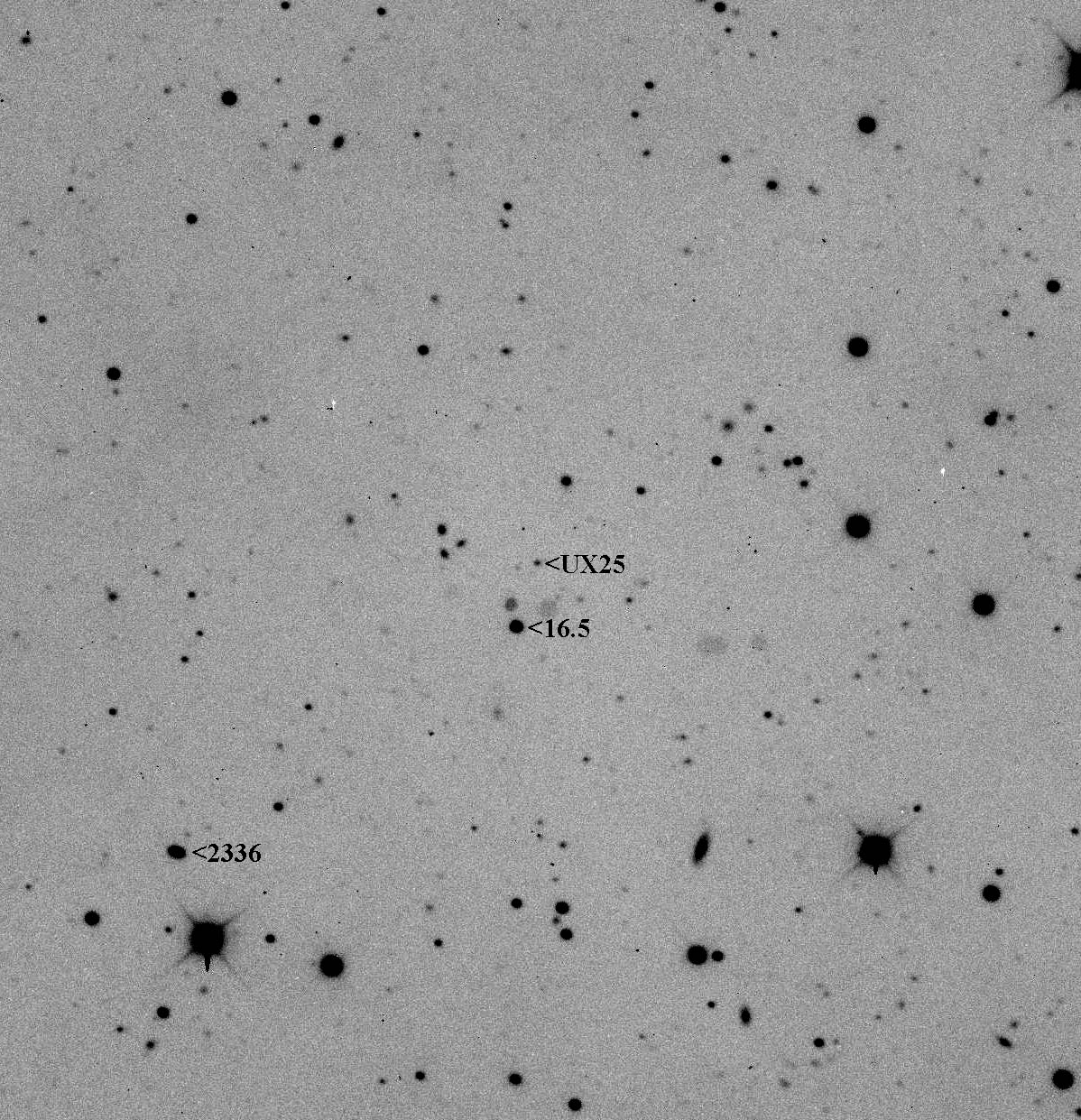
Aufnahme mit einem 24"-Reflektor bei 12 Minuten Belichtungszeit

(55637) 2002 UX25 wurde am 30. Oktober 2002 im Rahmen des Spacewatch-Projekts am Kitt-Peak-Nationalobservatorium entdeckt.
Nach seiner Entdeckung ließ sich 2002 UX25 auf Fotos vom 12. Oktober 1991 identifizieren und so seine Umlaufbahn relativ genau berechnen. Seither wurde der Planetoid durch verschiedene Teleskope wie das Hubble-, das Herschel- und das Spitzer-Weltraumteleskop sowie erdbasierte Teleskope beobachtet. Im Januar 2018 lagen 212 Beobachtungen über einen Zeitraum von 26 Jahren bei 19 Oppositionen vor.

## Eigenschaften

### Umlaufbahn
2002 UX25 umkreist die Sonne auf einer elliptischen Umlaufbahn (Bahnexzentrizität = 0,139) zwischen 36,57 und 48,41 AE Abstand. Die Bahn ist 19,47° gegenüber der Ekliptik geneigt. Die Umlaufzeit von 2002 UX25 beträgt 277,99 Jahre. Er wird sein Perihel Ende 2066 erreichen. Zurzeit ist er etwa 40,6 AE von der Sonne entfernt.
Das Minor Planet Center klassifiziert das Objekt als Cubewano, während Marc Buie (DES) es als erweitertes SDO (DO) einstuft.

### Rotation
2002 UX25 rotiert in 14,382 Stunden einmal um seine Achse.

### Größe
Der Durchmesser von 2002 UX25 wurde anhand von Daten des Spitzer-Weltraumteleskops auf 681 ± 115 km berechnet. Diese Einschätzung basierte auf einer angenommenen Albedo von 0,115. Kombiniert mit Untersuchungen durch das Herschel-Teleskop ergaben sich 2013 Werte von 692 ± 23 km (Systemwert) und eine Albedo von 0,107  +0,005−0,008. Gleiche Albedos für 2002 UX25 und seinen Satelliten vorausgesetzt, wären die Durchmesser der beiden Objekte 665 ± 29 und 210 ± 30 km.
Es ist wahrscheinlich, dass sich 2002 UX25 aufgrund seiner Größe im hydrostatischen Gleichgewicht befindet und somit weitgehend rund sein müsste. Ob er die Kriterien für eine Einstufung als Zwergplanet erfüllt, ist jedoch nicht ganz sicher. Mike Brown schätzt den Asteroiden als höchstwahrscheinlich ein Zwergplanet ein.
| Jahr                                         | Abmessungen km                         | Quelle           |
| -------------------------------------------- | -------------------------------------- | ---------------- |
| 2007                                         | 681,2 +115,6−114,0 (System)            | Stansberry u. a. |
| 2008                                         | 680,0 +106,0−108,0 (System)            | Brucker u. a.    |
| 2010                                         | 681,0                                  | Tancredi         |
| 2012                                         | 705,0 (System)                         | Mommert u. a.    |
| 2013                                         | 697,2 +23,0−24,5 (System) 665,0 ± 29,0 | Fornasier u. a.  |
| 2013                                         | 692,0 ± 23,0 (System) 664,0            | Brown            |
| 2014                                         | 697,0 ± 35,0 (System) 670,0 ± 34,0     | Vilenius u. a.   |
| 2017                                         | 698,0 ± 40,0 (System) 659,0 ± 38,0     | Brown u. a.      |
| 2017                                         | 695,0 +30,0−29,0 (System)              | Lellouch u. a.   |
| 2018                                         | 704,0                                  | Brown            |
| Die präziseste Bestimmung ist fett markiert. |                                        |                  |

### Oberfläche und Zusammensetzung
Das rötliche Spektrum von 2002 UX25 weist im sichtbaren Bereich und im nahen Infrarot keine herausragenden Merkmale auf, hat aber Absorptionsbanden im K-Band, die auf die Anwesenheit von Methanolverbindungen an der Oberfläche hindeuten könnten. Er ist rötlicher als der etwa gleich große Varuna – im Gegensatz zum eher gräulichen 2002 TX300, dem 2002 UX25 in Größe und Orbit ähnelt.
Mit einer Dichte von nur 0,82 g/cm³ ist 2002 UX25 einer der größten festen Himmelskörper im Sonnensystem, dessen Dichte geringer ist als die von Wasser. Größere Kuipergürtelobjekte sollten eigentlich einen signifikanten Anteil an Silikaten und Metallen besitzen und damit eine höhere Dichte aufweisen. Sollte seine Zusammensetzung der von anderen großen KBO ähneln, müsste seine innere Struktur außerordentlich porös sein, was in Anbetracht der Fließfähigkeit von Wassereis sehr unwahrscheinlich erscheint. Daher erstaunt diese geringe Dichte die Astronomen immer noch.

## Mond
Im Februar 2007 gab ein Team um Mike Brown die Entdeckung eines Mondes mit etwa 200 km Durchmesser bekannt, der auf der im August 2005 erstellten Aufnahmen entdeckt wurde. Er umkreist 2002 UX25 in 8,309 Tagen in einem Abstand von 4770 ± 40 km, woraus sich eine Gesamtmasse des Systems von 25±0,03e20 kg errechnen lässt. Die Exzentrizität des Mondorbits beträgt 0,17 ± 0,03.
Das 2002 UX25-System in der Übersicht:
| Komponenten                       | Physikalische Parameter | Physikalische Parameter | Physikalische Parameter | Bahnparameter        | Bahnparameter  | Bahnparameter | Bahnparameter                     | Entdeckung                              |
| Name                              | Durch- messer (km)      | Relativ- größe %        | Masse (kg)              | Große Halbachse (km) | Umlaufzeit (d) | Exzentrizität | Inklination zum 2002 UX25 Äquator | Datum Entdeckung Datum Veröffentlichung |
| --------------------------------- | ----------------------- | ----------------------- | ----------------------- | -------------------- | -------------- | ------------- | --------------------------------- | --------------------------------------- |
| (55637) 2002 UX25                 | 665,0                   | 100,00                  | 1,25 · 1020             | –                    | –              | –             | –                                 | 30. Oktober 2002 2002                   |
| (55637) 2002 UX25 1 (2002 UX25 I) | 193,0                   | 29,02                   | ?                       | 4770                 | 8,309          | 0,170         | ?°                                | 26. August 2005 22. Februar 2007        |